# Antônio Borba
Antônio Borba (Varginha, 15 de novembro de 1940) é um cantor e compositor brasileiro.
Iniciou a carreira apresentando-se no Programa César de Alencar, da Rádio Record. Atuou como crooner das orquestras de Henrique Simonetti (com a qual cantou na inauguração de Brasilia), Sílvio Mazzuca e Georges Henry. Em 1966, lançou-se como cantor da Jovem Guarda, gravando um compacto para a RCA Victor com as músicas Sozinho e Linda Espanhola.  Participou do Festival Bienal do Samba da TV Record em 1968, com Samba arrasta multidão, de Luis Reis.
Na década de 1970, abandonou o estilo romãntico e começou a se dedicar à música sertaneja. Gravou em 1978 o seu primeiro LP, Antonio Borba.

## Discografia
- 1991 - Estradas
- 1982 - Caboclo decidido (Som Livre)
- 1978 - Antonio Borba (Polyfar/Philips Records)